# Ayra Starr
Pour les articles homonymes, voir Starr.
Ayra Starr, née le 14 juin 2002 à Cotonou (Bénin), est une chanteuse et auteure-compositrice-interprète béninoise d'origine nigériane. Elle commence une carrière dans la mode à l'âge de 16 ans. Après un succès sur des reprises de chanson sur Instagram elle compose ses propres chansons depuis fin 2019. Elle est remarquée par le producteur Don Jazzy et signe chez Mavin Records,,.

## Biographie

### Origine et études
Sarah Oyinkansola Aderibigbe naît le 14 juin 2002 à Cotonou, avant de rejoindre Lagos.

Élevée dans une famille mélomane, son intérêt pour la musique se révèle très tôt. À l'âge de 10 ans, elle chante dans une chorale de son lycée et commence à écrire des chansons avec son frère. Elle fréquente l'université Les Cours Sonou et y obtient une licence en relations internationales et sciences politiques. Pendant ses années de collège, elle a souvent été intimidée par ses camarades de classe en raison de son âge et de son apparence. Pour contrer les sentiments qu'elle ressentait face aux moqueries, Ayra Starr se tourne vers la musique. À ce propos, elle dit : 

« J'écoutais Nicki Minaj sur le chemin de l'école, et j'avais l'impression d'être la deuxième Nicki Minaj »

Sa mère soutient beaucoup ses ambitions musicales et l'a toujours encouragée à poursuivre une carrière de chanteuse. Ayra Starr commence une carrière dans la mode à l'âge de 16 ans avec Quove Model Management avant de décider de poursuivre véritablement sa carrière musicale. Après avoir repris plusieurs chansons d'artistes populaires sur Instagram, elle met en ligne sa première chanson originale sur sa page en décembre 2019. Cela retient l'attention du producteur et patron de la Suprême Mavin Dynasty Don Jazzy, qui la signe dans son label Mavin Records,,,.

### Carrière musicale
En août 2018, Ayra Starr signe avec Quove Models, une agence de mannequins basée à Lagos. De là, elle est mannequin pour des entreprises telles que Mazelle Studio, Complete Fashion Magazine et Esperanza Woman. En 2019, elle commence à poster des reprises de chansons d'artistes comme Andra Day et 2Face Idibia en ligne. Elle choisit son nom de scène car, selon elle, cela signifie woke et eye-opening et que cela la représente entièrement celle qu'elle est. Elle apparaît dans le clip de la chanson "Dear Future Wife" d'Eri Ife. En décembre 2019, elle met en ligne une chanson originale intitulée "Damage" sur sa page Instagram. Cela est entendue par des milliers de personnes y compris le directeur du label Mavin Records, Don Jazzy,,.
En 2020, elle commence à enregistrer aux studios Mavin à Lagos avec les producteurs Louddaaa et Don Jazzy. Son premier album est publié le 22 janvier 2021 par Mavin Records. Elle écrit une des chansons de l'EP seule, et coécrit les quatre autres avec son frère Dami.En mars 2021, il atteint la 1re position sur Apple Music dans 4 pays, et totalisait plus de 15 millions d'écoutes sur Spotify, YouTube et Audio Mack. Le projet donne naissance au titre à succès Away, qui a atteint la quatrième place du Top 50 de TurnTable au Nigeria et la 17e place du Top Triller Global de Billboard aux États-Unis[source secondaire nécessaire]. Le clip qui l'accompagne a également fait ses débuts dans le Top 10 officiel Naija de MTV Base. En juin 2021, le clip d'une chanson, intitulée Sare, est publién, réalisé par Afolabi Olalekan,.
Le 11 juillet 2021, Ayra Starr participe à la finale de la saison de Nigerian Idol. Le 6 août 2021, son premier album studio, intitulé 19 & Dangerous sort. L'album reçoit un accueil critique favorable, la plupart des critiques caractérisant son son comme étant principalement de l'afropop et du R&B[source secondaire souhaitée]. Le 4 septembre 2021, elle est nommée ambassadrice de la marque Pepsi Nigeria. Le jour suivant, Starr s'est produite lors d'un épisode d'éviction en direct de Big Brother Naija. Elle collabore avec Cheque sur Dangerous, le deuxième titre de son album Bravo. Lors de la 8e édition des African Muzik Magazine Awards, elle est nommée pour le prix de la meilleure nouvelle venue,. En 2023, elle est nommée aux NRJ Music Awards 2023 dans la catégorie Révélation internationale.En 2024, elle est nommée aux Grammy Awards 2024. Elle annonce son deuxième album 'The Year I Turned 21' qui devrai sortir le 31 Mai via Universal Music.

## Style musical et influences
Bien que diversifié sur le plan musical, le son d'Ayra Starr est principalement classé dans les catégories Afropop et R&B. Sa voix a été décrite dans les médias comme "soyeuse", "douillette", "délicate", "robuste", "saisissante" et "pleine d'âme", les critiques musicaux notant la nature dynamique de sa gamme et de sa livraison émotionnelle. Ses textes sont un mélange d'anglais nigérian et de yoruba, et explorent souvent des sujets contemporains tels que l'amour, les relations, l'autonomisation et la liberté.
Dans sa critique de 19 & Dangerous, Oris Aigbokhaevbolo de Music In Africa décrit Starr comme une artiste en pleine évolution et fait l'éloge de ses capacités vocales, ajoutant qu'il est clair qu'elle "peut travailler à travers les genres tout en ne ressemblant à personne d'autre". 19 & Dangerous conserve le son Afropop-R&B de son précédent album, mais il intègre également des influences de genres tels que la néo-soul, le jazz et l'EDM,.
Ayra Starr grandit dans une famille portée sur la musique. Elle considère sa mère, ancienne chanteuse, et son frère Dami, guitariste et auteur-compositeur, comme les premières inspirations de son intérêt pour une carrière musicale. Ayant grandi entre le Bénin et le Nigeria, elle est exposée à différentes cultures influencent sa vision de la vie et sa personnalité. Ayra Starr et Dami commencent à écrire des chansons dès leur plus jeune âge sous la tutelle de leur mère et de leur tante. Depuis l'âge de 10 ans, elle voulait faire de la chanson une véritable carrière, mais son père l'a encouragée à terminer ses études avant.
Dans ses interviews pour les médias locaux et internationaux, elle déclare que pendant son enfance, elle a eu un large éventail d'influences musicales, notamment 2Face Idibia, Wande Coal, Angélique Kidjo, Lijadu Sisters et Tope Alabi, et à l'université, Nicki Minaj, Justin Bieber, Sia et Tiwa Savage. Elle considère Shakira comme sa plus grande influence vocale, avec Beyoncé, Rihanna et Miley Cyrus,.

## Discographie

### Albums studio
- 2021 : 19 & Dangerous[24],[26]
- 2022 : 19 & Dangerous Deluxe[27]
- 2024 : The Year I Turned 21

### EP
- 2021 : Ayra Starr EP[24],[28]

### Apparitions/collaborations
- 2022 : Come Close (de CKay)
- 2022 : 2 Sugar (de Wizkid)
- 2022 : Need You (de Stormzy avec Tendai)
- 2023 : Big Fu (feat David Guetta & Lil Durk)
- 2023 : No Love (de Ninho)
- 2023 : My Baby (de Bien)
- 2023 : Unbelievable (de Tori Kelly)
- 2023 : My Baby Remix (de Bien feat Franglish)
- 2023 : My Love (de Leigh-Anne Pinnock)
- 2023 : People (de Libianca feat Omah Lay)
- 2023 : Girl Next Door (de Tyla)
- 2023 : Ngozi (de Crayon)
- 2024 : Hypé (de Aya Nakamura)
- 2024 : PINACOLADA (de Thisizlondon feat 6lack)
- 2024 : Good Feelings (de Coldplay)
- 2024 : Bora Bora (de AP Dhillon)
- 2024 : Make It Up To You (de Khalid)

## Filmographie

### Cinéma
Longs métrages
- 2024 : Christmas in Lagos de Jadesola Osiberu : elle même
- 2027 : Children of Blood and Bone de Gina Prince-Bythewood

## Prix et récompenses
- 2024 : prix de la meilleure artiste féminine d’Afrique centrale/de l’Ouest aux African Entertainment Awards USA 2024[29].
- 2025 : prix de la Meilleur Artiste Internationale aux MOBO Awards 2025.
- 2025 : prix de la Meilleure artiste africaine aux MOBO Awards 2025[30].
- 2025 : prix de la Meilleure Artiste Internationale de l’Année aux BET Awards 2025[31].